# Сазтерекский сельский округ
Сазтере́кский се́льский окру́г (каз. Сазтерек ауылдық округі) — административная единица в составе Байзакского района Жамбылской области Казахстана.
Административный центр — село Абай.

## История
В 1989 году существовал как Сазтерекский сельсовет в составе двух населённых пунктов: Абай (административный центр) и Актобе.
В периоде 1991—1998 годов:
- сельсовет был преобразован в сельский округ в соответствии с реформами административно-территориального устройства Республики Казахстан;
- село Жанасаз было исключено из состава Ровненского сельсовета и переведено в состав Сазтерекского сельского округа.

## Население
| Численность населения | Численность населения | Численность населения |
| 1989                  | 1999                  | 2009                  |
| --------------------- | --------------------- | --------------------- |
| 1436                  | ↗1838                 | ↘1502                 |

## Состав
| № | Населённый пункт | Тип населённого пункта       | Население, 1989 | Население, 1999 | Население, 2009 |
| - | ---------------- | ---------------------------- | --------------- | --------------- | --------------- |
| 1 | Абай             | село, административный центр | 1 000           | ↗1 251          | ↘941            |
| 2 | Актобе           | село                         | 436             | ↘349            | ↗359            |
| 3 | Жанасаз          | село                         | 262             | ↘238            | ↘202            |